# Tom Walek

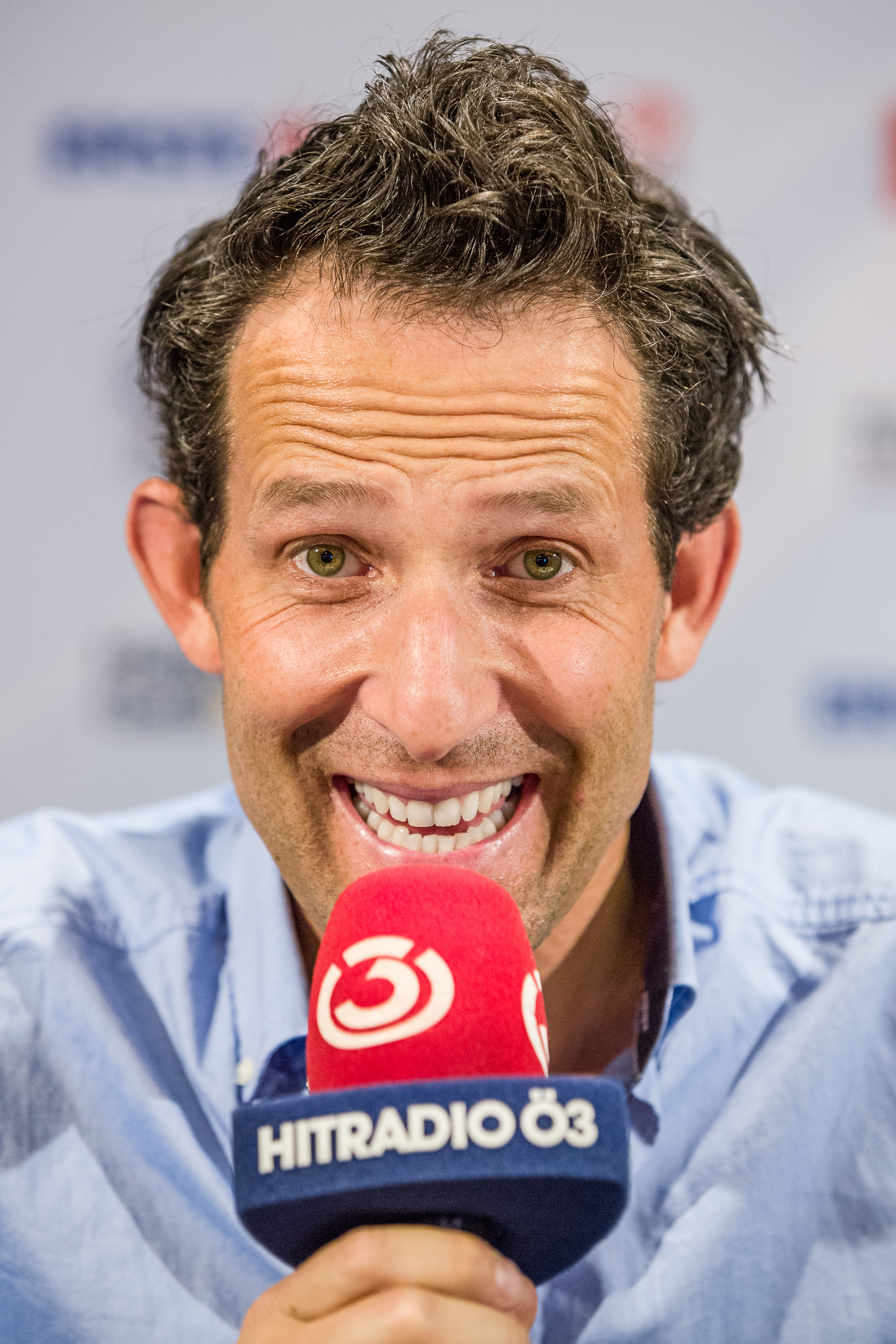
Tom Walek bei der Erste Bank Open 2016

Tom Walek (* 21. Oktober 1971 in Wien) ist ein österreichischer Radio- und Fernsehreporter sowie Moderator.

## Leben
Nach dem Abschluss der Handelsschule arbeitete Walek einige Zeit als Animateur in Griechenland und der Türkei sowie als Schilehrer in Kärnten. Zudem war er bei einer Unternehmensberatung tätig, bis er zum Hitradio Ö3 in die Programmgestaltung wechselte.
Seit 2012 ist Tom Walek verheiratet mit der Triathletin Veronika Hauke-Walek. Das Paar hat seit Mai 2014 eine Tochter und seit Oktober 2015 einen Sohn.

## Karriere
Mikromann
Als Mikromann im Ö3-Wecker erreichte er große Bekanntheit. Die Straßeninterviews wurden im Jahr 2000 unter dem Moderator Hary Raithofer im Ö3-Wecker eingeführt. In den morgendlichen Beiträgen stellt Walek Leuten auf der Straße Fangfragen wie „Ab welcher Temperatur entzündet sich Wasser?“ oder „Welche Farbe hat das Blaulicht der Feuerwehr?“.
2010 sorgte er für großes Medieninteresse, als er eine Jugendreferentin der rechtspopulistischen FPÖ über die aktuelle Politik ausfragte und sie als de facto unwissend entlarvte.
Diskografie
| Titel               | erschienen im |
| ------------------- | ------------- |
| Ö3-Mikromann Vol. 1 | November 2004 |
| Ö3-Mikromann Vol. 2 | Oktober 2005  |
| Ö3-Mikromann Vol. 3 | März 2007     |
| Ö3-Mikromann Vol. 4 | November 2014 |

Walek Wandert
Seit 2015 ist er zur Ferienzeit im Rahmen der Ö3-Interviewsendung „Walek wandert“ auf Österreichs Bergen zu sehr persönlichen Interviews unterwegs.
Wanderpartner im Sommer 2015 waren Thomas Muster, Robert Palfrader, Ursula Strauss, Heinz Fischer und Marcel Hirscher, im Winter 2016 Tobias Moretti, Marlies Raich, Michael Landau und Herbert Prohaska und im Sommer 2016 Anna Veith, Gerhard Berger, Kira Grünberg und Andreas Gabalier.
Wettlauf zum Südpol
Im Dezember 2010 stand er bei der ORF/ZDF Event-Doku „Wettlauf zum Südpol“ vor der Kamera. Gemeinsam mit Hermann Maier und Sabrina Grillitsch sowie dem vorzeitig ausgeschiedenen Alex Serdjukov bildete er das österreichische Team, welches den Wettlauf gewann, in dem sie vor dem deutschen Team (Markus Lanz, Joey Kelly, Claudia Beitsch und Dennis Lehnert) den südlichsten Punkt der Erde erreichte.
Walek hält seither Vorträge über die Expedition zum Südpol.
Schlaflos-Experiment Newton
Im Juli 2010 stellte sich Walek einem Selbstversuch beim Wissenschaftsmagazin Newton, bei dem er 50 Stunden lang ohne Schlaf auskommen musste.
Die große Chance
Im Jahr 2011 war er Teil des Moderatorenteams der Neuauflage der ORF-Show „Die große Chance“, wo er die Ö3-Castingtour begleitete und bei den sechs Castingshows mitwirkte.
Hirn mit Ei
Im Herbst 2011 erhielt Walek gemeinsam mit dem Kabarettisten Joachim Brandl in der ORF-Comedyschiene „Donnerstag Nacht“ eine eigene Wissenssendung namens „Hirn mit Ei“, in der vier prominente Kandidaten und das Saalpublikum in populärwissenschaftliche Experimente involviert wurden.